# Estudio Fredman
Fredman Studio o estudio Fredman, es un estudio de grabación en Hyssna, Suecia, operado por su propietario, el productor y también músico, Fredrik Nordström.
El estudio es popular entre las bandas de metal sueco, con artistas como At The Gates, Deathstars, Dimmu Borgir, Arch Enemy, Dark Tranquillity, In Flames, Machinae Supremacy, Hammerfall, Opeth grabando múltiples veces en el estudio.
Originalmente, se encontraba en Gotemburgo, pero para el año 2005 el estudio fue reubicado a Arboga. Anders Fridén vocalista de In Flames fue copropietario de las instalaciones originales del estudio. En el momento de la reubicación, el estudio original se convirtió en propiedad de In Flames, IF Studios. En 2008, Studio Fredman se trasladó una vez más al centro de Gotemburgo.